# Toni Maier
Anton „Toni“ Maier (* 29. Jänner 1949 in Bärnbach) ist ein österreichischer Solotrompeter, Musikpädagoge und Komponist. Er war Leiter des Johann-Joseph-Fux-Konservatoriums Graz.

## Werdegang
Maier schloss 1969 sein Studium an der Akademie für Musik und darstellende Kunst in Graz mit Auszeichnung ab. Im März 1970 spielte er mit dem „Orchester Max Greger“ bei der TV-Sendung „Der goldene Schuß“ und wurde durch das dort gebotene Trompetensolo einem breiten Publikum und der Fachwelt bekannt. Der nächste  Karriereschritt war seine Stellung als Solotrompeter bei den Wiener Symphonikern. Danach unterrichtete er drei Jahre als Lehrer am Grazer Konservatorium. Mit seiner eigenen 9-Mann-Band namens „The Crazy Dollar Band“ absolvierte er in 35 Jahren 270 Auftritte pro Jahr. Er arbeitete mit Dirigenten wie Herbert von Karajan, Leonard Bernstein, Karl Böhm und Carlo Maria Giulini zusammen.

## Arbeit
Maier arbeitet seit Beginn seiner Karriere als Studiotrompeter um Musik für Film- und Fernsehproduktionen einzuspielen und als Komponist und Arrangeur für Klassik und Popmusik.
Von 1981 bis 2002 war er Lehrer und später Direktor der Musikschule Bärnbach, bevor er Leiter des Johann-Joseph-Fux-Konservatoriums Graz wurde. Ebenso war er von 1991 bis 1997 Kapellmeister der Glasfabriks- und Stadtkapelle Bärnbach.

## Kompositionen
- Messe für die Einweihung der Hundertwasserkirche (1989)
- Hymne für den SK Sturm Graz (1998)
- Gewinner für die musikalische Gestaltung der Internationalen Automobil-Ausstellung in Frankfurt für Audi (2003)

## Privat
Maier ist seit 1977 verheiratet und hat drei Söhne.